# Huis van Sisowath
Het Huis van Sisowath (Khmer: ព្រះបាទ ស៊ី សុ វ តិ ្ថ) is een van de twee koninklijke huizen van Cambodja. Uit koning Ang Duong (1796-1860), die regeerde van 1840 tot 1860 zijn zowel het Huis van Sisowath als het Huis van Norodom ontsproten. Het Huis van Sisowath regeerde van 1904 tot 1941 en bracht twee koningen voort. Daarnaast zijn er vijf premiers geweest die behoorden tot het Huis van Sisowath.

## Koningen
| Afbeelding | Naam                          | Begin regeerperiode | Einde regeerperiode |
| ---------- | ----------------------------- | ------------------- | ------------------- |
|            | Sisowath I (1840-1927)        | 27 april 1904       | † 9 augustus 1927   |
|            | Sisowath Monivong (1875-1941) | 9 augustus 1927     | † 21 april 1941     |

De dochter van koning Sisowath Monivong, Sisowath Kossamak (1904-1975), was als gemalin van Norodom Suramarit (1896-1960) van 1955 tot 1960 koningin van Cambodja.

## Premiers
| Naam                                    | Begin termijn    | Einde termijn    |
| --------------------------------------- | ---------------- | ---------------- |
| Prins Sisowath Monireth (1909-1975)     | 17 oktober 1945  | 15 december 1946 |
| Prins Sisowath Youtevong (1913-1947)    | 15 december 1946 | † 17 juli 1947   |
| Prins Sisowath Watchayavong (1891-1972) | 25 juli 1947     | 20 februari 1948 |
| Prins Sisowath Monipong (1912-1956)     | 30 mei 1950      | 3 maart 1951     |
| Prins Sisowath Sirik Matak (1914-1975)  | 6 mei 1971       | 18 maart 1972    |